# Václav Hradecký (fotbalový trenér)
Václav Hradecký (* 27. září 1948) je český fotbalový trenér.

## Trenérská kariéra
V české lize působil jako asistent nebo trenér v týmech FK Viktoria Žižkov a Bohemians Praha 1905. Dále působil jako trenér i v FK Brandýs nad Labem, SK Spolana Neratovice, SC Xaverov Horní Počernice, SK Chrudim 1887 a SK Viktorie Jirny. V současné době působí jako hlavní trenér u divizního mužstva FK Brandýs nad Labem.